# La Revoltosa (pel·lícula de 1924)
La revoltosa és una pel·lícula muda espanyola del 1924 dirigida per Florián Rey i protagonitzada per Josefina Tapias, Juan de Orduña i José Moncayo. L'argument està basat en La revoltosa una sarsuela de 1897 composta per Carlos Fernández Shaw i José López Silva. Fou el debut de Florián Rei com a realitzador i produïda per Goya Films, companyia creada per ell amb Juan de Orduña i Juan Figueras. Va costar 15.000 pessetes.

## Argument
Mari Pepa estima a Felipe, i Felipe a Mari Pepa, però ella és força coquetai ell molt gelós. A la corrala on viu té molts pretenents, cosa que fa que les seves parelles planegin un escarment durant la revetlla.

## Repartiment
- Josefina Tapias - Mari Pepa
- Juan de Orduña - Felipe
- José Moncayo - inspector Candela
- Ceferino Barrajón - Sastre
- Antonio Mata - Zapatero
- Alfredo Hurtado - Golfillo

## Recepció
Ha estat lloada per l'estudiós Agustín Sánchez Vidal per tenir escenes ben resoltes, un bon ritme de plans que segueix la mètrica de vuit síl·labes de la sarsuela, i plans curiosos com el de l'ull d'un pany. Destaca per les seves interessants imatges costumistes del Madrid de l'època.

## Estat de conservació
De la pel·lícula actualment es conserva el contratip de seguretat en blanc i negre que va obtenir la Filmoteca Espanyola del nitrat original en la dècada del 1960, ja que els tintats originals s'han perdut. Els tintats es van obtenir d'una còpia retornada de Londres.